# Château-Renault
Château-Renault is een gemeente in het Franse departement Indre-et-Loire (regio Centre-Val de Loire). De plaats maakt deel uit van het arrondissement Tours. Château-Renault telde op 1 januari 2022 4.560 inwoners.

## Geografie
De oppervlakte van Château-Renault bedroeg op 1 januari 2022 3,51 vierkante kilometer; de bevolkingsdichtheid was toen 1.299,1 inwoners per km².

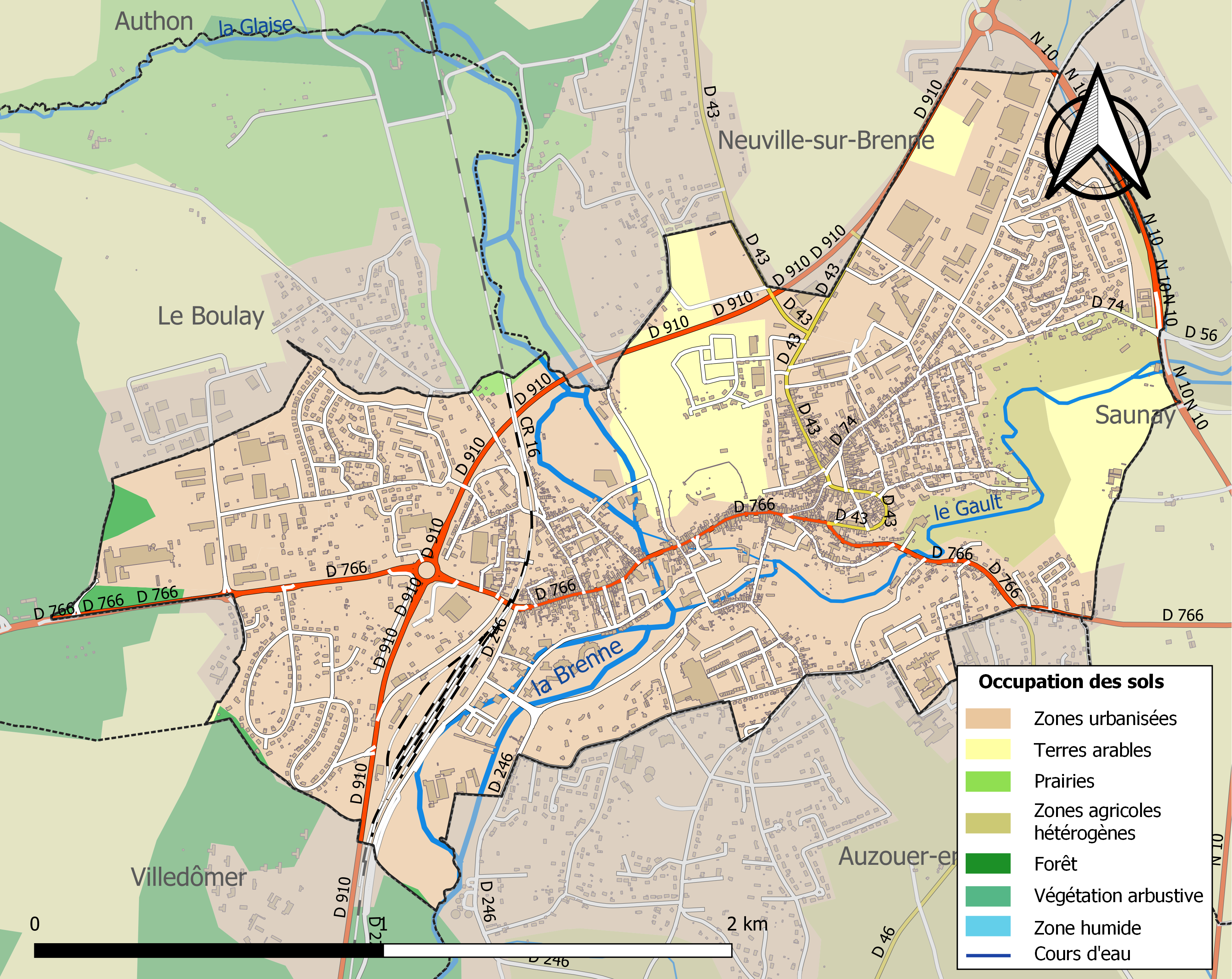
Kaart van de gemeente met belangrijkste infrastructuur, bodemgebruik en omliggende gemeenten

## Demografie
Onderstaande figuur toont het verloop van het inwonertal (bron: INSEE-tellingen).